# 18 octobre 1914
Le dimanche 18 octobre 1914 est le 291e jour de l'année 1914.

## Naissances
- Ewald Dytko (mort le 13 juin 1993), footballeur polonais
- Norman Chaney (mort le 29 mai 1936), acteur américain
- Raymond Lambert (mort le 24 février 1997), alpiniste
- Waldo Salt (mort le 7 mars 1987), scénariste américain

## Décès
- Larrett Roebuck (né en mars 1889), joueur de football britannique

## Événements
- Fondation du Mouvement de Schoenstatt
- Occupation du Sud de l'Albanie par l'armée grecque.
- Création des gares de Ōuchi, de Iyo-Miyanoshita, de Iyo-Miyanoshita, de Uwajima, de Chikanaga, de Fukata, de Futana et de Muden